# دوايت بي. هيرد
دوايت بي. هيرد (بالإنجليزية: Dwight B. Heard)‏ هو شخصية أعمال أمريكي، ولد في 1869، وتوفي في 1929.